# تندیس کوروش بزرگ در پارک المپیک سیدنی

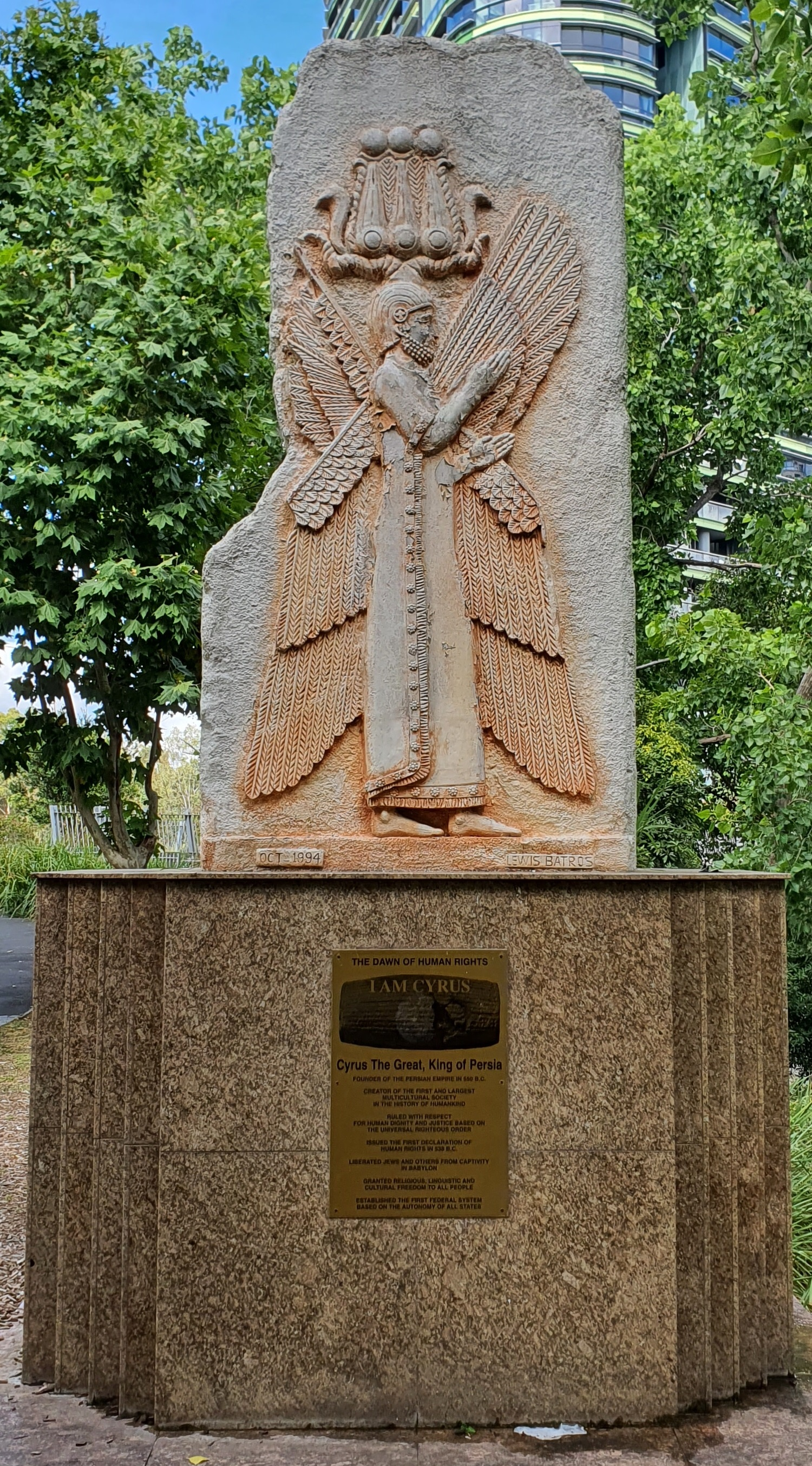

تندیس کوروش بزرگ در پارک المپیک سیدنی؛ تندیسی است شبیه‌سازی شده از مجسمه مرد بالدار در پاسارگاد که به نام تندیس کوروش بزرگ هخامنشی مشهور شده‌است. این تندیس در پارک جشن دویست ساله در شهر سیدنی استرالیا نصب شده‌است. هدف از برپا داشتن این تندیس ستایش از چندگانگی فرهنگی اعلام شده‌است.
طراحی و ساخت این تندیس را لویس باتروس هنرمند آشوری اهل عراق و فرشته صادق بر عهده داشته‌اند. نصب این تندیس در اکتبر ۱۹۹۴ انجام شده‌است.
پارک جشن دویست ساله، که بخشی از پارک المپیک سیدنی و شلوغ‌ترین بخش آن محسوب می‌شود، در سال ۱۹۸۸ بنا شده‌است. در این پارک به جز این تندیس، چندین تندیس دیگر نیز وجود دارد که می‌توان از ساعت خورشیدی، بنای صلح و باغ قلب سکوت نام برد.